# 劉人豪 (醫師)
劉人豪（1995年3月25日—）為臺灣醫師、前籃球運動員，場上位置為前鋒，曾效力於超級籃球聯賽臺灣銀行。

## 生平
劉人豪國小時打羽毛球、參加羽毛球校隊，從國中階段開始接觸籃球，在國中基測中以410分成為屏東縣榜首，高中進入高雄中學普通班就讀，並加入高雄中學籃球隊出賽高中籃球乙級聯賽。學測以75級分錄取國立臺灣大學醫學院醫學系，也加入國立臺灣大學籃球隊競逐大專籃球聯賽公開男二級。
2019年6月，劉人豪順利從醫師高考考取醫師執照，接著從6月中旬開始跟隨超級籃球聯賽臺灣銀行練球兩個月，期間曾代表Footer出賽DLIVE夏季聯賽。劉人豪雖有意投入超級籃球聯賽新人選秀會，但因為屬於大專籃球聯賽公開男二級球員，需要透過教練推薦才能參與新人選秀會，最後獲得臺灣銀行總教練陳國維推薦。8月30日，劉人豪在新人選秀會第二輪被臺灣銀行選中，並與球隊簽下2年保障合約。
2020年2月，劉人豪在一場友誼賽中右膝十字韌帶斷裂，休養復健到2021年1月才回歸球隊。2021年6月26日，劉人豪與臺灣銀行完成續約。
2022年4月27日，由於有球員確診2019冠状病毒病，中華民國籃球協會在舉行線上會議後宣布第十九季超級籃球聯賽提前結束，並由例行賽戰績第一的臺灣銀行奪得總冠軍。賽季結束後劉人豪決定褪下球衣，穿起白袍當醫生。

## 外部連結
- 劉人豪的Instagram帳戶
- 動誌編輯中心. . 動誌. 2022-08-17  [2025-04-08].
- 劉人豪在超級籃球聯賽官網
- 劉人豪在超級籃球聯賽官網
- 劉人豪在超級籃球聯賽官網
- 劉人豪在Eurobasket.com（球員）（英语）
- 劉人豪在Eurobasket.com（球員）（英语）